# Perun

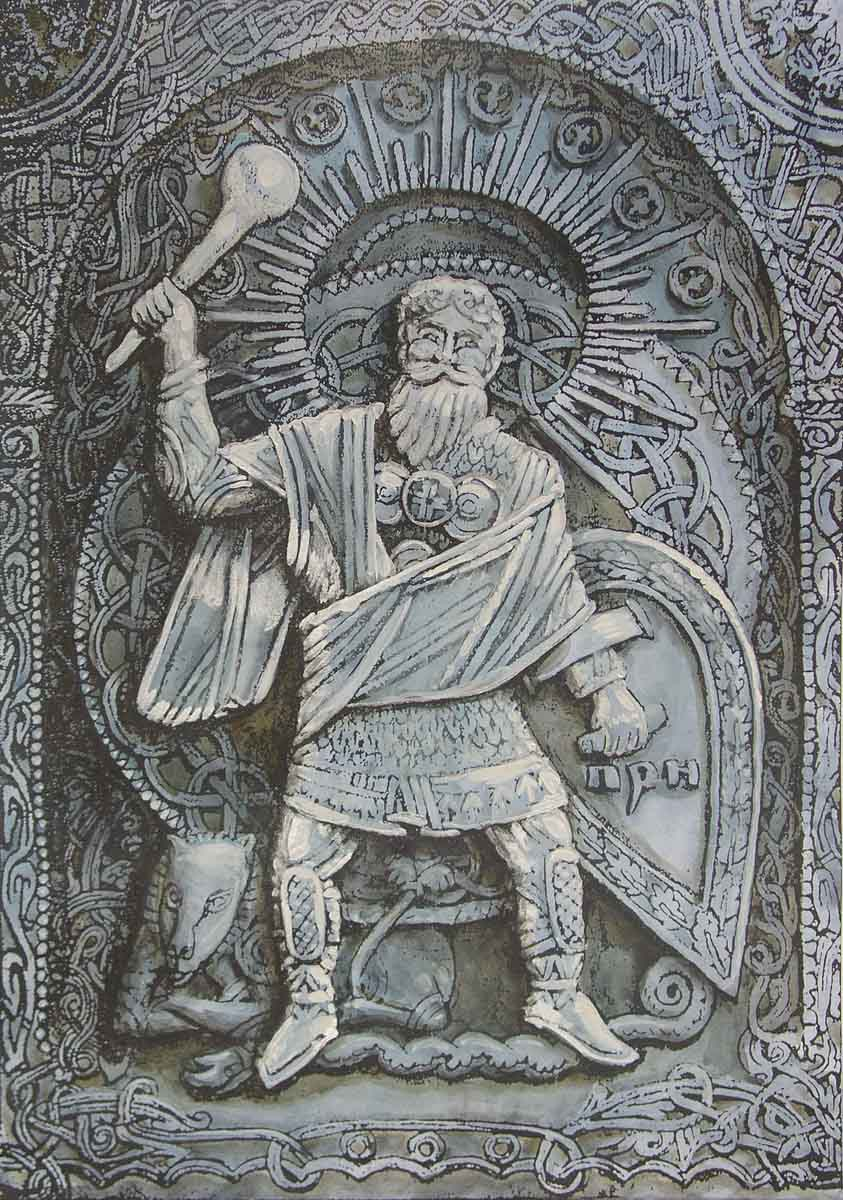
M. Presnjakov (1998). Perun.

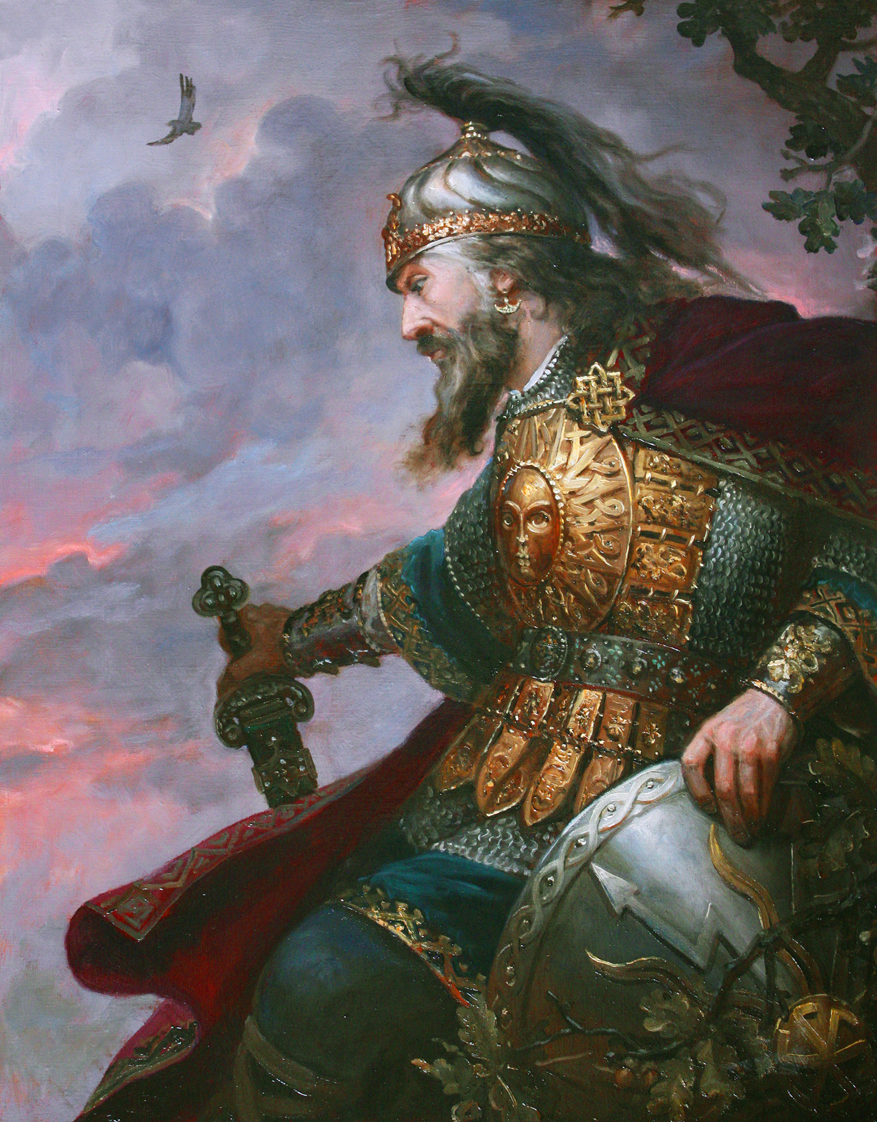
Perun Gromoverzhecz by Andrey Shishkin

Perun (fornslaviska: Перунъ; ukrainska: Перун; belarusiska: Пярун; serbiska: Перун; polska: Piorun) är åskguden i slavisk mytologi, beskyddare av furstar och hirder i fornslavernas förkristna panteon. Efter kristendomens utbredning överfördes många av Peruns egenskaper till Elia. Perun står överst på listan över de gudar i furst Vladimir I av Kievs panteon som omnämns i Nestorskrönikan.

## Namnets ursprung
Namnet Peruns slaviska etymologi är rätt uppenbar. Det kommer från verbet *perti, *pьrǫ som betyder slå till, slå (jämför ryskans переть (peret) 'tränga fram', bulgariskans пера, перем (pera, perem) 'slå, piska') och suffixet –unъ –in (jämför med бегун, прыгун (begun, prygun), 'löpare, hoppare'). Således betyder Perun, 'den som slår, anfaller, överraskar' (med åska och blixt).
För detta talar även att identiska ord betecknar åska och blixt på slaviska språk – på ryska перун (perun), på ukrainska перун (perun), på vitryska пярун (pjarun) och på polska piorun för "åska".
Flera forskare jämför namnet Perun med namnen för Blixtslungaren hos andra indoeuropeiska folk – med litauiskans Perkūnas, lettiskans Pērkons, fornindiskans Parjánya och andra.
Att direkt sammanlänka till Peruns namn med namnen på de andra indoeuropeiska blixtslungarna blir inte helt rätt. De härstammar från samma rot *per, men balternas och indoariernas Blixtslungarnamn har ytterligare ett suffix –k-, som inte finns i det slaviska *Perunъ. Så litauernas Perkūnas, letternas Pērkons och fornindiskans Parjánya har sitt ursprung i urindoeuropeiskans benämning för ek – perkṷu och eken är Blixtslungarens heliga träd. Det ordet har inte bevarats i slaviska språken eftersom det var tabubelagt redan under forntiden.

## Om Perun i skriftliga källor
Om slavernas kult av Blixtslungaren berättade redan Prokopios från Caesarea på 500-talet:
| ”                      | De anser att en av gudarna, blixtens skapare, är härskare över alla, och till honom offrar de tjurar och utför andra heliga riter. | „ |
| – Prokopios, 500-talet | |   |

Härav dras slutsatsen att Blixtslungaren Perun redan då stod i spetsen för slavernas panteon. Att man offrade tjurar till Perun bestyrks även av senare etnografiska fakta. 
I de apokryfiska ”Tre överstepräster samtalar” kallas Perun jämte Chors för åskans och blixtens änglar, vilket än en gång bestyrker honom som blixtslungare.
De första uppgifterna om Perun med omnämnandet av hans namn finns i Nestorskrönikan. Särskilt i de eder som avläggs då avtal sluts mellan Rus och Bysans efter fälttågen 907, 945 och 971. 
Som här i ett fragment från 945 års avtal:
| ”                             | Och om någon från det rusiska landet kommer på tanken att bryta denna vänskap, så må alla de som mottagit dopet få hämnd från Gud Allhärskaren och dömas till undergång för all framtid; och de som inte är döpta skall inte få hjälp vare sig från Gud eller från Perun, och inte skyddas av sina sköldar, utan bli nedhuggna av sina egna svärd, av pilar och andra vapen och bli trälar för all framtid. | „ |
| – Nestorskrönikan, cirka 1113 | |   |

Vidare beskrivs hur de hedniska ruserna svär eden då fördraget ingås, efter att de har lagt ner sina sköldar, sina dragna svärd och andra vapen. Senare fick furst Igor avlägga eden tillsammans med de grekiska sändebuden - han gick med sina hedniska mannar till kullen där Perun stod staty, och de lade ner sina vapen, sköldar och guld, och svor honom trohet. 
Från fördraget 971 får vi veta följande:
| ”                             | Om vi inte skulle hålla något av det ovan sagda, så skall jag och de som är med mig och under mig, hemfalla åt Guds förbannelse – den Gud som vi tror på – på Perun och Volos, husdjurens gud, och vi skall bli hamrade som guld, och sönderhuggna av våra egna vapen. | „ |
| – Nestorskrönikan, cirka 1113 | |   |

Det gemensamma nämnandet av Perun och Volos i denna ed gav upphov till många spekulationer
– några förknippar Perun med vapen och krig, och Volos med guld och handel, några förbinder Perun med den styrande eliten (eller varjager), och Volos med det enkla folket (slaver och även östersjöfinska folkstammar)
andra jämför bara Volos och Perun.
Det är inte förvånande att Perun förekommer i ederna: de rusiska varjagerna betraktade honom verkligen som sin gud och beskyddare av furstar och hirder. Det är inte otroligt att den slaviske guden Perun ersatte deras skandinaviske Tor, som också var en åskgud.

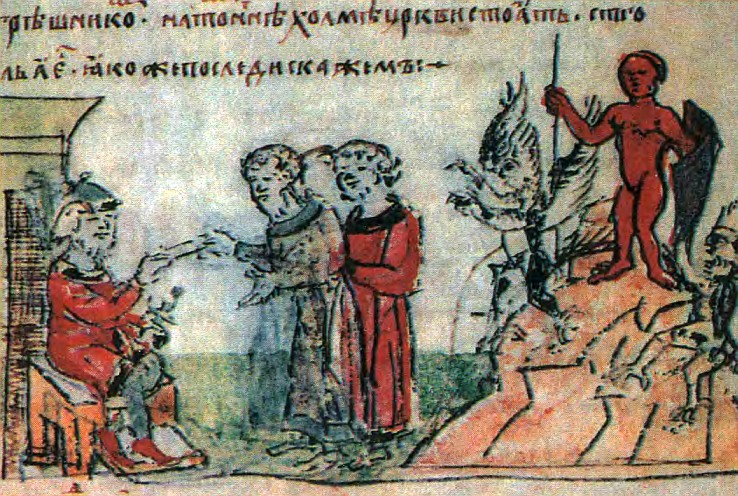
Vladimirs panteon avbildad i en gammal anteckningsbok

Perun omnämns i krönikeberättelsen om furst Vladimirs så kallade hedniska reform, då han ställde upp de sex viktigaste avgudabilderna i Kiev:
| ”                             | Och Vladimir började härska som ensam furste i Kiev och han ställde upp avgudar på en kulle utanför slottsborgen: Perun av trä, men med huvud av silver och skägg av guld, och Chors, Dazjbog, Stribog och Simargla samt Mokosj. | „ |
| – Nestorskrönikan, cirka 1113 | |   |

Sålunda, på en kulle mitt i Kiev, inte långt från furstens residens stod en avgudabild av Perun i trä med silverhuvud och gyllene mustascher.

Perun omnämns först, därför kan man anta att han stod i spetsen för den samslaviska gudaskaran, som Vladimir låtit ställa upp. Inte nog med det, några forskare anser att endast Perun ursprungligen omnämns i krönikan, och att namnen på de övriga gudarna är ett senare tillägg (i så fall var endast en avgudabild uppställd på kullen i Kiev, och det var Peruns).

Hur det än förhöll sig var reformens mål att fastställa en gemensam statskult av den högsta gudomen. Och det var inte av en slump som denne gudom var furstens och hirdens beskyddare – när den unga fornrusiska staten formerades var det nödvändigt för fursten och hirden att stärka sina positioner.
Inom ramarna för den hedniska reformen uppställdes en avgudabild av Perun även i Novgorod, av Vladimirs morbror Dobrynja: ”och Dobrynja kom till Novgorod och ställde upp Peruns avgudabild vid floden Volchov, och novgorodborna offrade till Guden.”
Arkeologerna har upprepade gånger försökt hitta Peruns avgudatempel i Kiev och Novgorod. Rybakov har rekonstruerat hela panteonet i Kiev.
I Peryn, i närheten av Novgorod har Sedov utifrån utgrävningsrön rekonstruerat ”Peruns avgudatempel” , med avgudabilden i mitten och offereldarna som ”blomblad”.
Men de bägge forskarnas slutsatser är fortfarande omdiskuterade och omstridda.
Sedovs utgrävningar blottlade till exempel troligast en grupp vanliga kullar. Å andra sidan finns det en hypotes om att själva kullen, en rituell begravningsanläggning, kunde ha använts som hednatempel.
När fursten beslöt att kristna Rus blev Peruns avgudabilder störtade och ”förvisade” både i Kiev och Novgorod. I Novgorod gick det till så här:
| ” | År 6497 (989). Vladimir döpte sig och hela Rus. Och Kiev försågs med en metropolit och Novgorod med en ärkebiskop… Och till Novgorod kom ärkebiskop Joakim Korsunjanin, och förstörde avgudatemplet, högg ner Peruns avgudabild och befallde att den skulle släpas ner till floden Volchov. Rep virades om den, och den drogs i smutsen och slogs sönder med påkar. Och han förbjöd alla att någonsin ta upp den. | „ |

Störtandet av Perun var en rituell handling. Ritualen att ledsaga Perun kan å ena sidan jämföras med ledsagandet av fruktbarhetsväsen som Kostroma eller Jarilo.Å andra sidan har krönikeberättelsen paralleller i den skriftliga traditionen, nämligen i Georgios Monachos (eller Georgios Hamartolos) krönika, där det finns en liknande beskrivning av hur den förkroppsligade ondskan Februari (Februus) fördrivs från Rom.
I de fornslaviska krönikorna förvandlas Perun till en demon då han störtas vid kristnandet av Rus. Det är inte förvånansvärt eftersom de kyrkliga predikningarna med stort patos riktades mot de hedniska kvarlevorna (de folkliga traditionerna). Men Blixtslungaren har inte försvunnit ur den folkliga religionen utan finns kvar ända fram till våra dagar.

## Peruns attribut

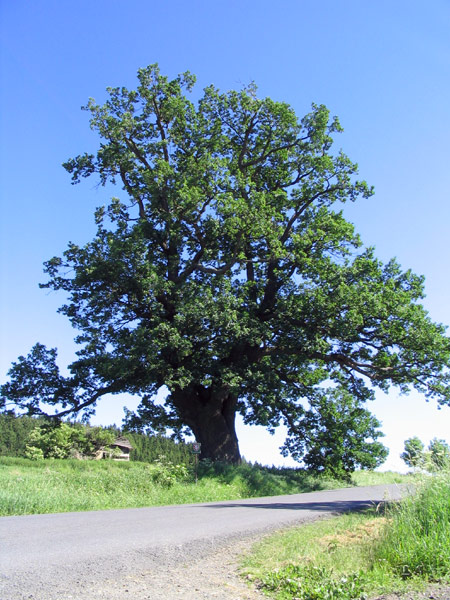
Ek, ett träd som är förbundet med kulten kring Perun.

Perun associeras med höjder, hans bildstod stod enligt krönikeberättelserna på kullar.
Ett av Peruns viktigaste attribut var eken.
Konstantin VII Porfyrogennetos (900-talet) har beskrivit en ritual som är förbunden med eken, och som utfördes på ön Chortitsa i floden Dnepr, på vägen från varjagerna till grekerna. Här talas inte så mycket om slaverna, utan om ruserna, skandinaverna, som hade övertagit de slaviska sedvänjorna:
| ”                                | På denna ö utför de sina offer, eftersom det står en väldig ek där: de offrar levande tuppar, de fäster även pilar runtomkring [eken], och andra en bit bröd, kött eller vad var och en har, och som deras sedvänja anbefaller | „ |
| – Konstantin VII Porfyrogennetos | |   |

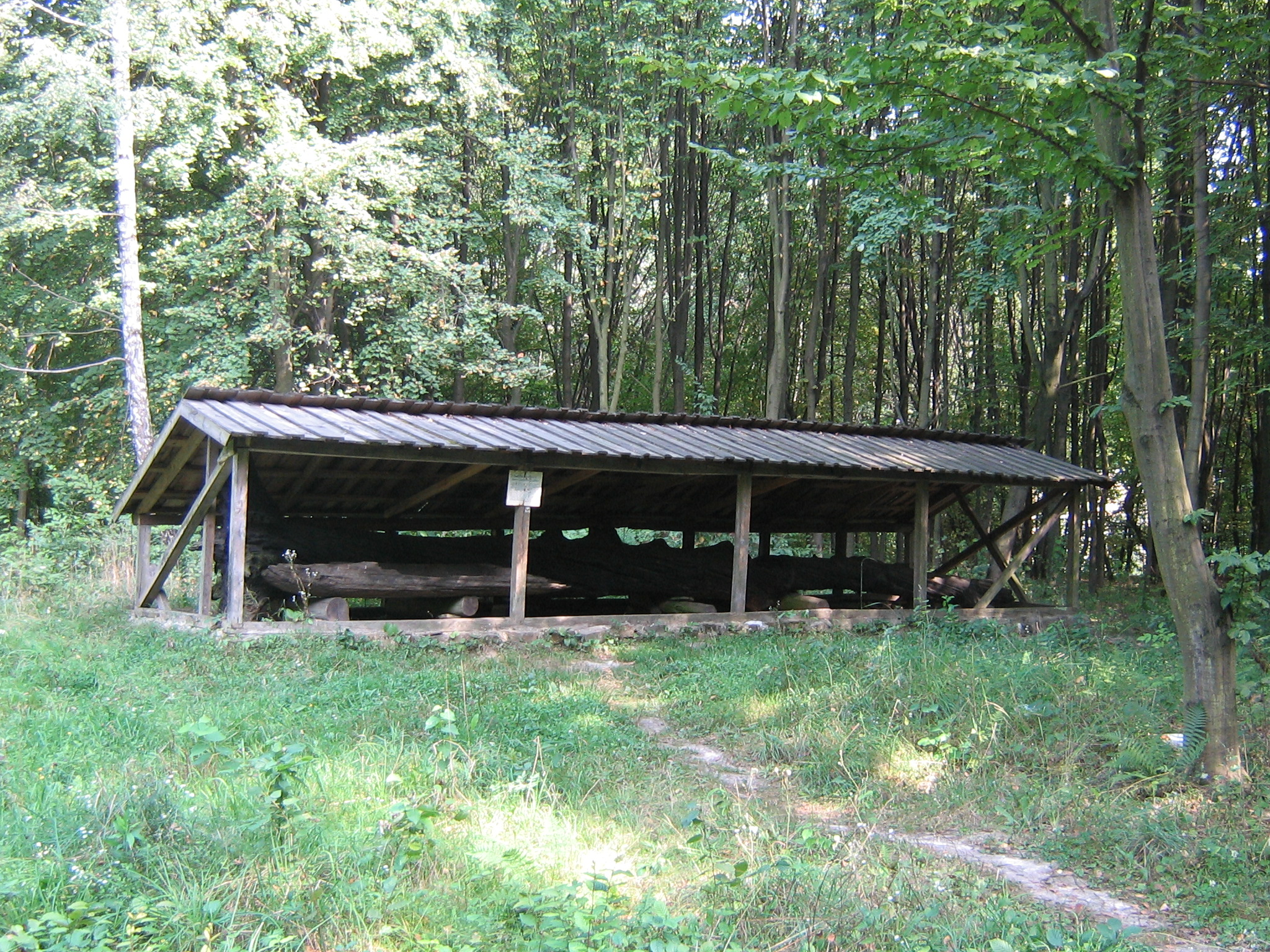
Resterna av en ritualek i ett friluftsmuseum i Ukraina

I ett påbud från furst Leo I av Galizien 1302, i vilket gränserna för biskopens besittningar i Przemyśl fastställdes, omnämns Peruns ek som en av gränserna: ”… och från det berget till sluttningen vid Peruns ek.”
Även arkeologiska fynd vittnar om kulten av ekar. Rybakov skriver om hur vetenskapen vid två tillfällen har berikats av fynd från autentiska heliga ekar från hednatiden. Det första fyndet gjordes 1909. Nära Nikolskijklostret, 8 km från floden Desnas mynning, drogs en ekstam på cirka 20 meter upp ur vattnet. Eken hade dött jämförelsevis ung – att döma av årsringarna blev den ungefär 150 år. En gång i tiden hade fyra vildsvinskäkar infogats i stammen och hunnit växa fast inne i årsringarna, så de bildade en kvadrat. Käkarna kom från unga vildsvin. Det andra likartade fyndet av en ekstam med vildsvinsbetar gjordes 1975, inte långt från det första fyndet, i Dnepr, nedanför Desnas mynning. Sex meter ovanför ekens rötter fanns nio vildsvinskäkar implanterade så de bildade en kvadratisk figur där varje sida var 34 cm. Nedre delen av stammen bar spår av eld. Enligt kol-14-metoden daterades eken till mitten av 700-talet.

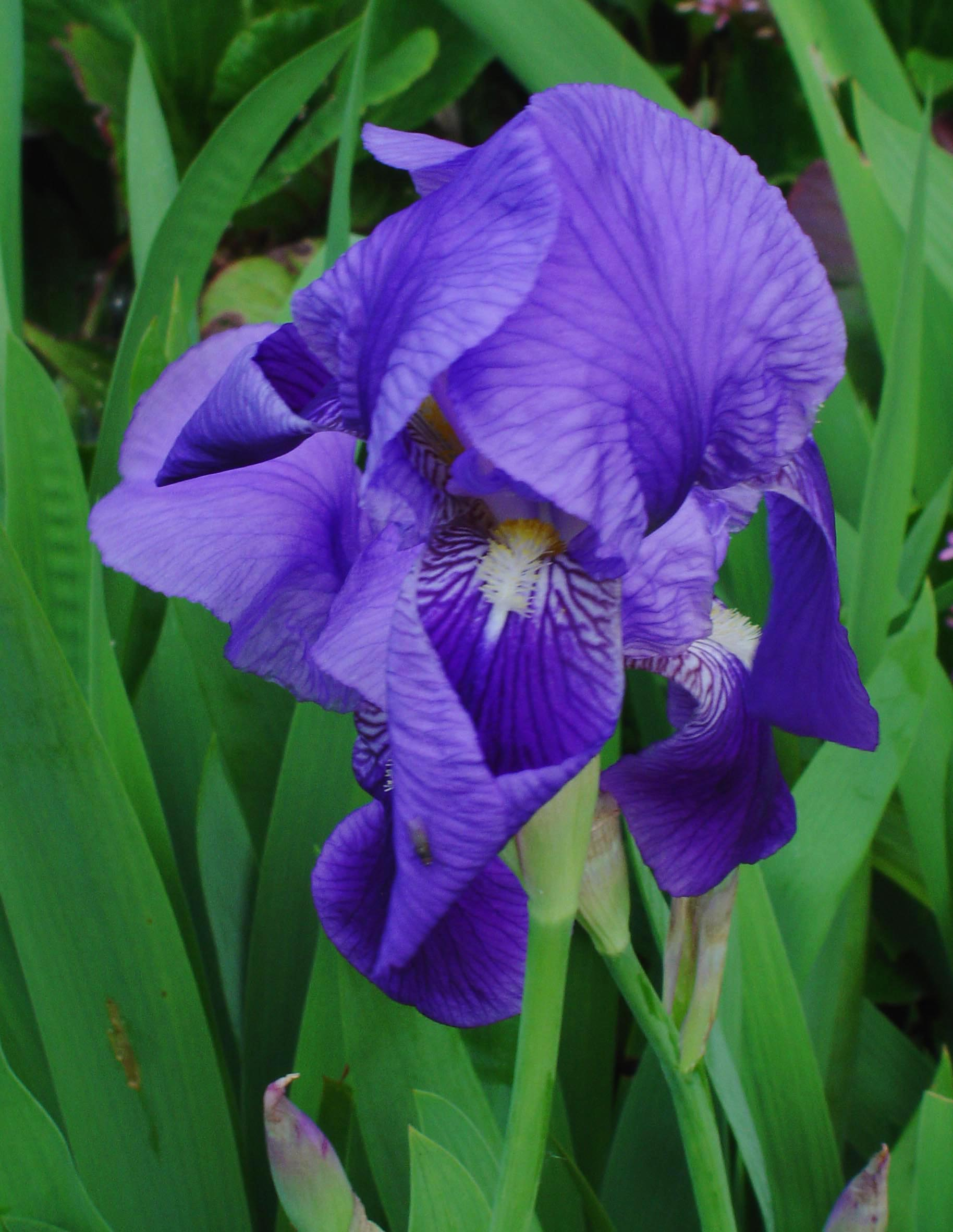
Peruns blomma – iris germanica

Peruns blommor tillhör irissläktet. Den slutsatsen dras på grund av att de sydslaviska folken kallar trädgårdsirisen eller tyskirisen (iris germanica) för perunika (kyrilliska: перуника) och bogisja (kyrilliska: богиша), Gudsblomma.

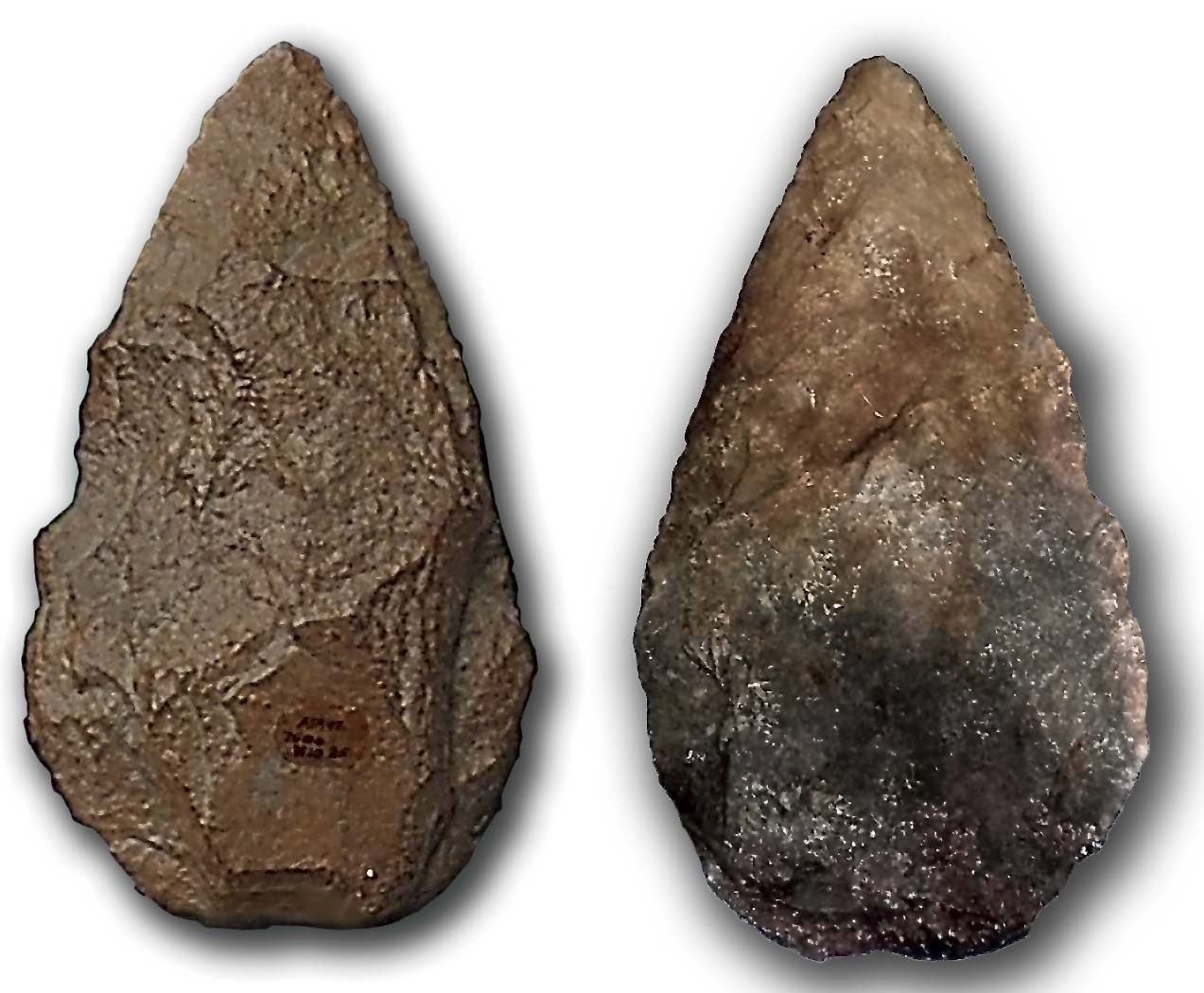
Flintspetsar, som åskviggar

Peruns vapen var stridsklubba, yxa, stenar och åskviggar eller Perunstenar. Slaverna trodde att fossil eller uråldriga stenredskap – yxor, pil- och lansspetsar, som emellanåt hittades under plöjningen eller vid byggnationer – var Peruns åskviggar, som trängt in i jorden vid blixtnedslag och med tiden kommit upp till ytan. Dessa artefakter tillmättes magiska egenskaper, som att de kunde bota sjukdomar. Sådana föreställningar om åskviggar har bevarats hos folket ända fram till helt nyligen. Stridsklubban som attribut till Peruns bildstod och slagsmål till hans ära i Novgorod, omnämns i krönikan, se ovan.

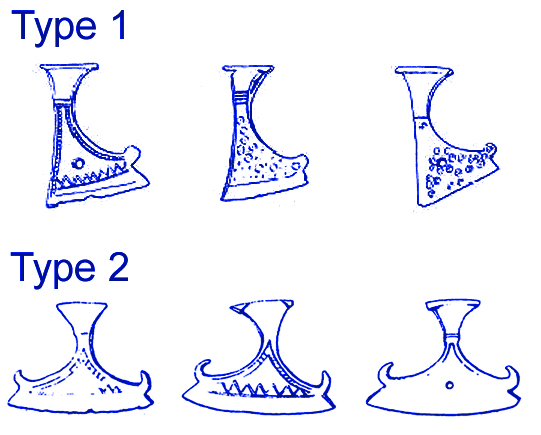
Två varianter av amuletter i form av yxor

Yxan ansågs vara ett viktigt attribut till Perun. Därför förknippas han med de många amuletter i form av yxor som arkeologerna hittat i de fornryska markerna och förbinds även med hirderna (Perun är ju beskyddare av furstar och hirder). Man tror att dessa yxamuletter gavs till ynglingarna under initieringsriten, och sedan bars av dem som ett skydd, och när de sedan anslöt sig till hirden, blev amuletten en prestigefylld symbol för deras nya tillhörighet.
Av veckans dagar var torsdagen tillägnad Perun. Det omvittnas i den indoeuropeiska traditionen, som förbinder just denna veckodag med Blixtslungarguden (jämför tyskans Donnerstag, 'Donars dag' eller 'Tors dag', engelskans Thursday, 'Tors dag' och så vidare). För detta talar även polabernas namn på torsdagen – Peräunedån, 'Peruns dag'. I den slaviska traditionen ansågs torsdagen vara en manlig dag och lyckosam för att påbörja saker och ting.